# Otto-Hahn-Preis

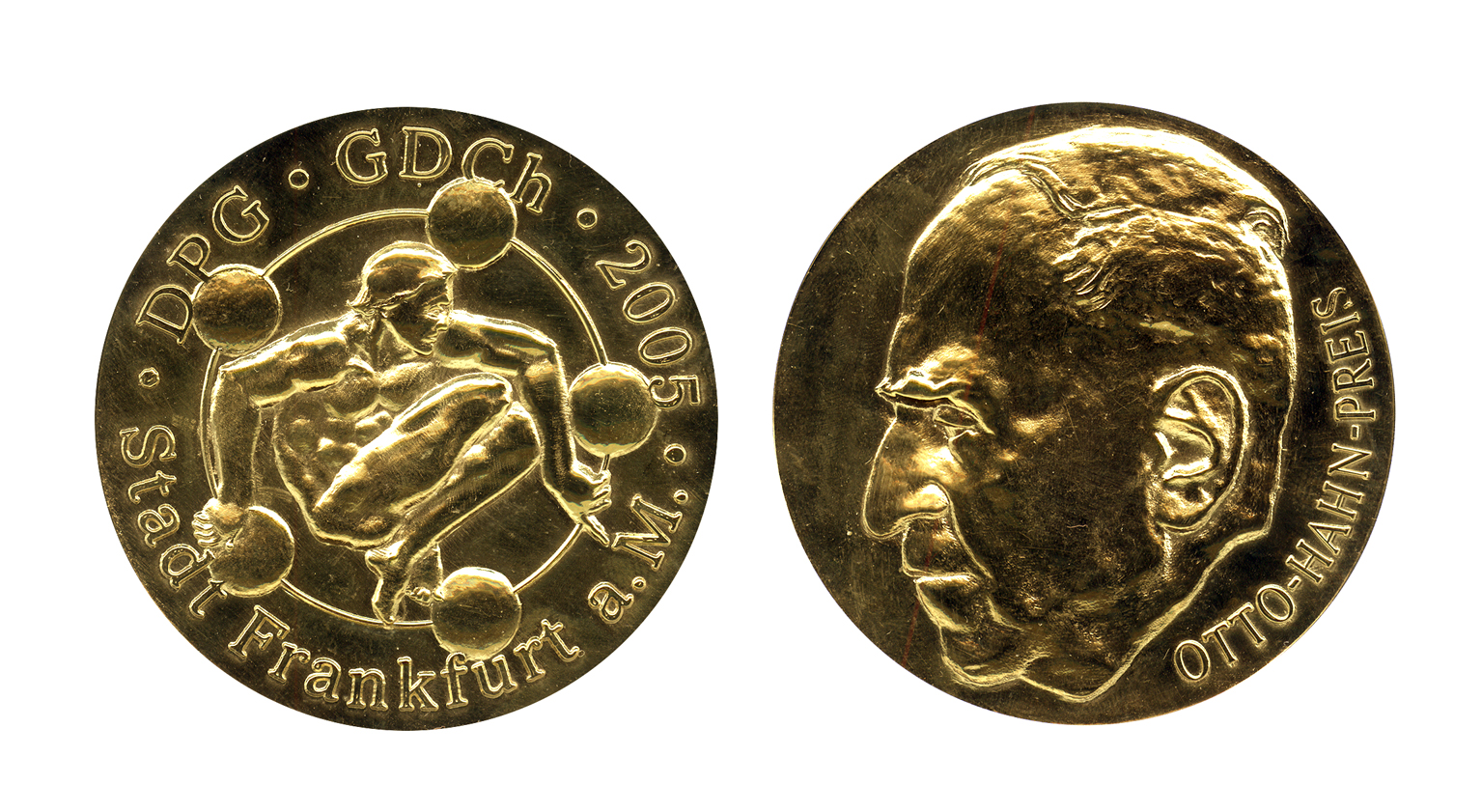
Otto-Hahn-Preis (Goldmedaille)

Der Otto-Hahn-Preis, benannt nach dem Kernchemiker und Nobelpreisträger Otto Hahn, wurde im Frühjahr 2005 u. a. von der Gesellschaft Deutscher Chemiker (GDCh), der Deutschen Physikalischen Gesellschaft (DPG) und der Stadt Frankfurt am Main neu geschaffen. Er soll laut Statut „der Förderung der Wissenschaft insbesondere auf den Gebieten der Chemie, Physik und der angewandten Ingenieurwissenschaften durch die Anerkennung herausragender wissenschaftlicher Leistungen dienen“. Der Preis entstand durch Verschmelzung des Otto-Hahn-Preises für Chemie und Physik mit dem Otto-Hahn-Preis der Stadt Frankfurt am Main (siehe weiter unten).
Die Auszeichnung wird alle zwei Jahre in der Frankfurter Paulskirche verliehen, wobei die Preisträger alternierend aus der Physik (2005) und aus der Chemie kommen sollen. Sie besteht aus einer Goldmedaille und einer Dotierung von 50.000 Euro. (Die Hälfte der Preissumme kommt von der Stadt Frankfurt am Main, ein Viertel von der GDCh, ein Viertel von der DPG.)

## Preisträger
- 2005: Theodor W. Hänsch
- 2007: Gerhard Ertl
- 2009: Stefan Hell
- 2011: Manfred Reetz
- 2013: Ferenc Krausz
- 2015: Jürgen Troe
- 2017: Karsten Danzmann
- 2019: Martin Jansen
- 2021: Klaus Blaum
- 2023: Herbert Waldmann[1]

## Vorläufer des Otto-Hahn-Preises

### Otto-Hahn-Preis für Chemie und Physik
Mit dem Otto-Hahn-Preis für Chemie und Physik wurden deutsche Persönlichkeiten geehrt, die sich „einmalige Verdienste um die Entwicklung der Chemie oder Physik in der reinen oder angewandten Forschung“ erworben hatten. Er wurde 1953 auf Anregung der Gesellschaft Deutscher Chemiker von den im Deutschen Zentralausschuss für Chemie zusammengeschlossenen Organisationen und der Deutschen Physikalischen Gesellschaft eingerichtet. Die Ehrung bestand aus einer Goldmedaille, einem Geldbetrag (2003 waren es 25.000 Euro) und einer Urkunde.

#### Preisträger
- 1955: Lise Meitner, Heinrich Wieland
- 1959: Hans Meerwein
- 1962: Manfred Eigen
- 1965: Erich Hückel
- 1967: Georg Wittig
- 1974: Friedrich Hund
- 1979: Rolf Huisgen
- 1986: Heinz Maier-Leibnitz
- 1989: Rudolf Hoppe
- 1998: Dieter Oesterhelt
- 2000: Hans Christoph Wolf
- 2003: Helmut Schwarz

### Otto-Hahn-Preis der Stadt Frankfurt am Main
Der Otto-Hahn-Preis der Stadt Frankfurt am Main wurde 1969 anlässlich des 90. Geburtstags von Otto Hahn zu dessen Erinnerung von seiner Vaterstadt eingerichtet. Er wurde verliehen von der Otto-Hahn-Stiftung der Stadt Frankfurt am Main und war mit 25.000 DM dotiert.

#### Preisträger
- 1970: Karl zum Winkel
- 1972: Rudolf Schulten, Physiker und Nukleartechnologe
- 1974: August Weckesser
- 1976: Adolf Birkhofer
- 1979: Wolfgang Gentner
- 1980: Otto Haxel
- 1982: Walter Greiner
- 1984: Heinz Maier-Leibnitz
- 1986: Klaus Knizia
- 1988: Franz Baumgärtner
- 1992: Olga Aleinikova
- 1994: Willi Wölfli
- 1996: Gottfried Münzenberg, Sigurd Hofmann
- 1998: Hans Blix, Jens Volker Kratz, Norbert Trautmann
- 2000: Hartmut Eickhoff, Thomas Haberer, Gerhard Kraft